# Thelyphonus lawrencei
Espèce
Thelyphonus lawrencei est une espèce d'uropyges de la famille des Thelyphonidae.

## Distribution
Cette espèce est endémique de Guadalcanal aux Salomon,.

## Description
La femelle holotype mesure 20,8 mm et la femelle paratype 22,8 mm.

## Étymologie
Cette espèce est nommée en l'honneur de Reginald Frederick Lawrence.

## Publication originale
- Rowland, 1973 : New whipscorpions from New Guinea and the Solomon Islands (Thelyphonida, Arachnida). Occasional Papers Museum Texas Tech University, no 10, p. 1-8 (texte intégral).